# 프레더릭 가울랜드 홉킨스
프레더릭 가울랜드 홉킨스 경(Sir Frederick Gowland Hopkins, OM PRS, 1861년 6월 20일 ~ 1947년 5월 16일)은 영국의 생화학자이다. 케임브리지 대학교 교수로 있으면서 동물의 영양 화학을 실험할 때 부영양소가 있음을 알고 비타민 연구의 길을 열었다. 또한 근육 수축과 유산 · 몸 안의 색소 · 세포 안의 호흡 연구 등 많은 업적을 남겼다. 1929년에 크리스티안 에이크만과 함께 노벨 생리학·의학상을 받았다.

## 서훈
- 1925년 : 기사작위(최하위 훈작사) 서임[2]
- 1935년 : 메리트 훈장[3]

## 참고 문헌